# تقرير لجنة المخابرات بمجلس الشيوخ حول التدخل الروسي في الانتخابات الرئاسية الأمريكية لعام 2016
تقرير لجنة المخابرات بمجلس الشيوخ حول التدخل الروسي في الانتخابات الرئاسية الأمريكية لعام 2016 ورسميًا تقرير اللجنة المختارة للاستخبارات في مجلس الشيوخ بالولايات المتحدة حول حملات التدابير النشطة الروسية والتدخل في الانتخابات الأمريكية لعام 2016 هو تقرير رسمي يقع في خمسة مجلدات والذي يوثق نتائج واستنتاجات لجنة الاستخبارات في مجلس الشيوخ فيما يتعلق بجهود الهجوم الروسي ضد البنية التحتية للانتخابات، واستخدام روسيا لوسائل التواصل الاجتماعي للتأثير على الانتخابات، ورد الحكومة الأمريكية على الأنشطة الروسية، ومراجعة المخابرات تقييم المجتمع، ومكافحة التجسس والتهديدات ونقاط الضعف. يبلغ حجم التقرير المنقح 1313 صفحة. وهي مقسمة إلى خمسة مجلدات.
صدر المجلد الأول من التقرير في 25 يوليو 2019، وتم إصدار المجلد الخامس والأخير للجمهور في 18 أغسطس 2020. امتد تحقيق لجنة المخابرات بمجلس الشيوخ لأكثر من ثلاث سنوات، وشمل مقابلات مع أكثر من 200 شاهد، ومراجعة أكثر من مليون وثيقة. قال ماركو روبيو رئيس اللجنة بالإنابة إنه «لم يكن هناك تحقيق في هذه المسألة الأكثر شمولاً». وفيما يتعلق بمكانة التقرير، قالت لجنة المخابرات بمجلس الشيوخ إن التقرير هو «الوصف الأكثر شمولاً حتى الآن حول أنشطة روسيا والتهديد الذي تمثله».
قدمت لجنة المخابرات بمجلس الشيوخ بقيادة الجمهوريين الجزء الأول من تقريرها المكون من خمسة مجلدات في يوليو 2019 والذي خلصت فيه إلى أن تقييم مجتمع الاستخبارات في يناير 2017 الذي يزعم أن التدخل الروسي كان «متماسكًا ومبنيًا بشكل جيد». وخلص المجلد الأول أيضًا إلى أن التقييم كان «مناسبًا»، حيث تعلم من المحللين أنه «لم يكن هناك ضغط ذو دوافع سياسية للتوصل إلى استنتاجات محددة». صدر المجلد الأخير والخامس الذي كان نتيجة ثلاث سنوات من التحقيقات في 18 أغسطس 2020، منهياً أحد «التحقيقات البارزة في الكونغرس» في الولايات المتحدة. تقرير اللجنة وجدت أن الحكومة الروسية انخرطت في «حملة مكثفة» لتخريب الانتخابات لصالح دونالد ترامب، والتي تضمنت مساعدة من بعض مستشاري ترامب.
مثل تقرير مولر الذي سبقه، لم يجد التقرير مؤامرة إجرامية بين روسيا وحملة ترامب، لكنه يذهب إلى أبعد من تقرير مولر في تفصيل العلاقات الموجودة بين أعضاء حملة ترامب والأفراد الروس. الأهم من ذلك، أنه ينص على وجه التحديد في الصفحة 948 على أن ترامب ورفاقه شاركوا في الهجوم الروسي على العملية الانتخابية الأمريكية وقاموا بتمكينه: استنتاجنا، بناءً على الحقائق المفصلة في تقرير اللجنة، أن اعتداء أجهزة المخابرات الروسية على نزاهة العملية الانتخابية الأمريكية لعام 2016، ومشاركة ترامب ورفاقه في هذا النشاط الروسي وتمكينه من ذلك، يمثل أحد أخطر التهديدات الاستخبارية المضادة للأمن القومي الأمريكي في العصر الحديث.
على وجه الخصوص، يصف بول مانافورت بأنه «تهديد استخباراتي مضاد خطير» لحملة ترامب. وفقًا للتقرير «تشير بعض الأدلة» إلى أن كونستانتين كيليمنيك الذي قدم مانافورت بيانات استطلاعات الرأي له، كان على صلة مباشرة بسرقة الرسائل الإلكترونية لحملة كلينتون من قبل روسيا. بالإضافة إلى ذلك، بينما ذكرت شهادة ترامب المكتوبة في تقرير مولر أنه لم يتذكر التحدث مع روجر ستون حول ويكيليكس، خلص تقرير مجلس الشيوخ إلى أن ترامب تحدث في الواقع مع ستون عن ويكيليكس ومع أعضاء حملته حول وصول ستون.